# Pseudoganisa currani
Pseudoganisa currani är en fjärilsart som beskrevs av Schultze 1910. Pseudoganisa currani ingår i släktet Pseudoganisa och familjen Eupterotidae. Inga underarter finns listade i Catalogue of Life.